# Pyton obrączkowy
Pyton obrączkowy, nardoana, naradoa (Bothrochilus boa) – gatunek węża z rodziny pytonów (Pythonidae), jedyny przedstawiciel rodzaju Bothrochilus (choć postulowane przez Rawlings i współpracowników (2008) uznanie rodzaju Leiopython za młodszy synonim rodzaju Bothrochilus doprowadziłoby do zaliczenia do tego rodzaju jeszcze co najmniej jednego, a prawdopodobnie kilku dodatkowych gatunków).

## Występowanie
Endemit Papui-Nowej Gwinei; zamieszkuje następujące wyspy Archipelagu Bismarcka: Umboi, Nowa Brytania, Duke of York Islands, Mioko, Nowa Irlandia, Gasmata, Nowy Hanower i Tatau, a także atol Nissan w autonomicznej prowincji Bougainville.

## Wygląd

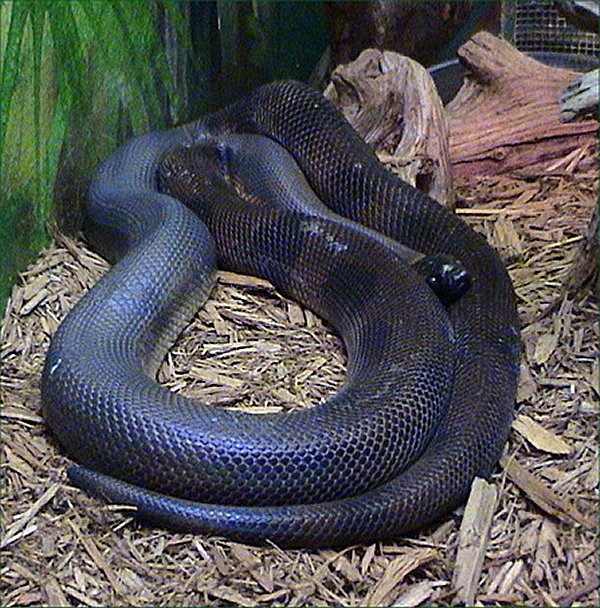
Odmiana ciemna

Długość do 1,5 m. Barwa ciała zwykle brązowa z czarnymi obrączkami lub plamami, czasem czarna z pomarańczowymi lub brązowymi obrączkami. Mała szpiczasta głowa.

## Tryb życia
Prowadzi nocny, naziemny tryb życia. Często spotykany w pobliżu ludzkich domostw, gdzie poluje na myszy.